# Narodna stranka za slobodu i demokraciju (Nizozemska)
Narodna stranka za slobodu i demokraciju (De Volkspartij voor Vrijheid en Democratie (VVD)) je konzervativno-liberalna politička stranka u Nizozemskoj. 
Na izborima 2012. VVD je osvojila najveći broj glasova te drži 41 od ukupno 150 mjesta u Drugom domu (Tweede Kamer). Stranku vodi Mark Rutte od 31. svibnja 2006., koji je od 14. listopada 2010. predsjednik nizozemske vlade. 
Neelie Kroes, iz redova VVD-a, jedna je od sedam potpredsjednika Europske komisije.
U sazivu Europskog parlamenta od 2009. do 2014. VVD pripada klubu zastupnika Saveza liberala i demokrata za Europu (ALDE).

## Povijest
Stranka je osnovana 24. siječnja 1948. godine u Amsterdamu. Utemeljena je na postavkama liberalne filozofije te na nizozemskoj političkoj sceni predstavlja najjačeg zagovornika političkog, ekonomskog, klasičnog i kulturnog liberalizma.

## Vanjske poveznice
- Internetska stranica VVD-a
- Internetska stranica VVD Internationaal  Arhivirana inačica izvorne stranice od 29. ožujka 2010. (Wayback Machine)